# Солок
Солок (індонез. Solok) — місто в Індонезії, у провінції Західна Суматра.

## Географія
Місто розташовано у центральній частині провінції, на заході острова Суматра. Солок розташований за 33 кілометри на північний схід від Паданга, адміністративного центру провінції.

## Демографія
За даними перепису 2010 року чисельність населення становила 58 312 осіб.
Динаміка чисельності населення міста за роками:
| 2000   | 2005   | 2010   | 2012   |
| ------ | ------ | ------ | ------ |
| 46 883 | 54 049 | 58 312 | 60 402 |